# Untere Klinge (Main)
Der Bach aus der Unteren Klinge ist ein gut 2 km langer, linker und südsüdwestlicher Zufluss des Mains im baden-württembergischen Main-Tauber-Kreis.

## Verlauf
Der Bach aus der Unteren Klinge entsteht am nordöstlichen Rand der  Wertheimer Hochfläche im Schenkenwald aus zwei Quellbächen. Der linke Quellbach entspringt auf einer Höhe von 349 m ü. NHN. Seine intermittierende Quelle liegt im Waldgewann Mönch.
Er fließt knapp einen Kilometer in nordöstlicher Richtung durch Mischwald und wird dann von dem aus Südsüdosten von einer Deponie kommenden rechten Quellbach verstärkt.
Der vereinigte Bach zwängt sich zwischen dem Mittleren Berg (370,4 m ü. NHN) auf der linken und dem Oberen Berg (361,6 m ü. NHN) auf der rechten Seite durch ein enges Tal.
Er unterquert am unteren Hangwaldrand noch die L 2310 und mündet weniger als hundert Meter danach schließlich gut einen Kilometer westlich von Wertheim-Grünenwört und knapp 800 m südlich von Faulbach bei ungefähr Main-Kilometer 148,5 auf einer Höhe von 134,8 m ü. NHN von links in den hier aus dem Osten kommenden Main.